# مایکل کایلی
مایکل کایلی (انگلیسی: Michael Kightly؛ زادهٔ ۲۴ ژانویهٔ ۱۹۸۶) بازیکن فوتبال اهل بریتانیا است.
از باشگاه‌هایی که در آن بازی کرده‌است می‌توان به فارن‌بورو، بزیلدون یونایتد، واتفورد، گرایس اتلتیک، ولورهمپتون واندرز، ساوتند یونایتد، استوک سیتی و برنلی اشاره کرد.
وی همچنین در تیم ملی فوتبال زیر ۲۱ سال انگلستان بازی کرده‌است.